# Штейнбук Фелікс Маратович
Штейнбук Фелікс Маратович (22 жовтня 1960, Володимир-Волинський) — український літературознавець, педагог і методист, доктор філологічних наук, професор.

## Місце народження
Штейнбук Фелікс Маратович народився 22 жовтня 1960 року в місті Володимирі-Волинському (нині Володимир) на Волині, в родині службовців.

## Освіта і кар'єра
Навчався у Володимир-Волинській школі № 5, яку закінчив 1977 року. З 1979 до 1981 рр. служив у лавах збройних сил СРСР. 1982 року вступив до Луцького державного педагогічного інституту імені Лесі Українки, який закінчив 1986 року з відзнакою.
Упродовж 1986–1989 рр. працював учителем російської мови та літератури Володимир-Волинської загальноосвітньої школі № 2, а 1989 року його було призначено заступником директора з навчально-виховної роботи. 1999 року нагороджений знаком «Відмінник освіти України».
2000 року брав участь у IV Міжнародному конкурсі вчителів в МДЦ «Артек» (АР Крим)  і став призером (ІІІ місце) цього конкурсу. Тоді ж, з 1 вересня 2000 року, почав працювати на посаді старшого викладача у створеному 1998 року в місті Ялті Кримському державному гуманітарному інституті. 2001 року за перемогу в Кримському республіканському турі IV Всеукраїнського конкурсу «Вчитель року — 2001»  нагороджений знаком «Відмінник освіти України» вдруге.
2003 року захистив кандидатську дисертацію з теми «Жанрова своєрідність і внутрішня єдність „Кінармії“ І. Е. Бабеля», а з січня 2004 року очолив історико-філологічний факультет Кримського державного гуманітарного інституту. 
2010 року захистив докторську дисертацію з теми «Тілесний міметизм у текстових стратегіях постмодерністської літератури кінця ХХ — початку ХХІ століття». Цього ж року призначений на посаду директора Інституту філології, історії та мистецтв (на той час вже) Республіканського вищого навчального закладу «Кримський гуманітарний університет» (м. Ялта). 2011 року йому присвоєно звання «професор», а 2013 року нагороджено почесним званням «Заслужений працівник освіти Автономної Республіки Крим».
У жовтні 2014 р. за результатами конкурсу був призначений на посаду професора кафедри теорії та історії світової літератури КНЛУ.
2020 року за результатами конкурсу його було призначено на посаду професора кафедри русистики та східноєвропейських студій Університету Коменського у Братиславі (Словаччина).
За збірку критичних есеїв-мініатюр «Інкубація „Яєць динозавра“», яка присвячена критичній рецепції малої прози Олеся Ульяненка, став лавреатом літературної премії у галузі критики імені О. І. Білецького (2019) і премії Полтавської обласної ради імені Панаса Мирного у номінації «Література, літературознавство» (2020). 
У січні 2021 року нагороджений літературно-мистецькою премією імені Пантелеймона Куліша за 1 частину монографії «Під „Знаком Саваофа“, або „Там, де…“ Ульяненко».

## Наукові здобутки
Штейнбуку Ф. М. належить посібник, у якому викладені у систематизованій формі основи методики викладання зарубіжної літератури у школі. Він одним з перших в Україні звернувся до тілесної проблематики у літературі[джерело?].
Найголовнішими здобутками Штейнбука Ф. М. є його статті, посібники та монографії, зокрема[джерело?]:
1. Орієнтовне планування уроків зарубіжної літератури в 11 класах: Навчальний посібник. — Ялта: РВВ КДГУ, 2001. — 156 с.
2. Ф. М. Штейнбук. «Тропик Рака» Генри Миллера как факт эстетики (Попытка адекватной интерпретации // Гуманітарні науки. — 2003. — № 1. — С. 204—211.
3. Вивчення зарубіжної літератури. 11 клас. — Харків: Веста: Видавництво «Ранок», 2003. — 256 с. — (Серія «Авторський урок»).
4. Методика викладання зарубіжної літератури у школі: Навчальний посібник. — К.: Кондор, 2007. — 316 с.
5. Засади тілесного міметизму у текстових стратегіях постмодерністської літератури кінця ХХ — початку ХХІ століття: [монографія]. — К.: Педагогічна преса, 2007. — 292 с.
6. Тілесний міметизм (феномен монструозності) у сучасній літературі // Слово і Час. — 2007. — № 12. — С. 24–33.
7. Постмодернизм как литературный транссексуал (К вопросу о телесном миметизме текстовых стратегий) // Крещатик. — 2008. — № 1. — Режим доступу: http://magazines.russ.ru/kreschatik/2008/1/shrt24.html.
8. Sztejnbuk F. Cielesny mimetyzm narracji w twórczości Dmitrija Lipskierowa / Feliks Sztejnbuk // Słupskie prace filologiczne. — Słupsk: Wydawnictwo Naukowe Akademii Pomorskiej w Słupsku, 2008. — № 6. — S. 101—108. — (Seria Filologia Polska).
9. Тілесно-міметичний метод аналізу художніх творів: суперечлива апологія // Слово і Час. — 2008. — № 12. — С. 56–66.
10. Тілесність — мімезис — аналіз (Тілесно-міметичний метод аналізу художніх творів): [монографія]. — К.: Знання України, 2009. — 215 с.
11. Методика викладання зарубіжної літератури в школі: [навчальний посібник]. — 2-ге вид., випр. та уточн. — Тернопіль: Мандрівець, 2009. — 280 с.
12. Тілесно-міметичний вимір антропології феномену дзеркала у текстових стратегіях сучасної літератури // Studia neofilologiczne VI: Prace naukowe Akademii im. Jana Długosza w Częstochowie / [pod redakcją Przemysława Sznurkowskiego]. — Częstochowa: Wydawnictwo im. Stanisława Podobińskiego Akademii im. Jana Długosza w Częstochowie, 2010. — S. 95–107.
13. Тілесно-міметичний метод аналізу текстових стратегій модерністського дискурсу (На прикладі творчості Г. Косинки) // Слово і Час. — 2011. — № 3. — С. 79–87.
14. Русский Дюма телесных приключений (Повесть М. Арцыбашева «Женщина, стоящая посреди» в контексте телесно-миметического метода анализа художественных произведений) // Культура народов Причерноморья. — 2012. — № 219. — С. 180—183.
15. Словесный/телесный идентитет в романе М. Шишкина «Венерин волос» // Наукові праці Кам'янець-Подільського національного університету імені Івана Огієнка. — Кам'янець-Подільський: Аксіома, 2012. — Випуск 29. — Частина 1. — С. 213—217. — (Філологічні науки).
16. Тілесно-міметичний метод аналізу художніх творів: компаративістичний аспект (На прикладі творів Ірени Карпи «Bitches get everything» та Ольги Токарчук «Ostatnie historie» // Polska — Ukraina: Dziedzictwo i współczesność / Польща — Україна: Спадщина і сучасність: [зб. наукових праць / pod redakcją R. Drozda i T. Sucharskiego]. — Słupsk: Wydawnictwo Naukowe Akademii Pomorskiej w Słupsku, 2012. — C. 235—243.
17. Українська література у контексті тілесно-міметичного методу: навчальний посібник. — Сімферополь: ВД «Аріал», 2013. — 392 с.
18. Мазох — Єлінек: Тілесно-міметична топологія кореляту сексуальності, або Літературно-збочена колізія складної простоти // Слово і Час. — 2013. — № 3. — С. 64–72.
19. Конвергенція топосу відсутності у творах сучасної світової літератури // Слово і Час. — 2014. — № 4. — С. 68–75.
20. Світова література. Посібник для підготовки до зовнішнього незалежного оцінювання. 2015 / Ф. М. Штейнбук, К. В. Таранік-Ткачук, О. О. Гузь, І. П. Двірницька. — К. : Грамота, 2014. — 256 с.
21. Конвергенція тілесних мікротопосів у сучасній світовій літературі: [монографія]. — К. : Видавничий дім Дмитра Бурого, 2014. — 248 с.
22. Епатажна онтологія в літературних текстах // Слово і Час. — 2015. — № 5. — С. 36–42.
23. Штейнбук Ф. Інкубація «Яєць динозавра»: збірка критичних есеїв-мініатюр / Ф. Штейнбук. Київ: Люта справа, 2019. 120 с.
24. Штейнбук Ф. Під «Знаком Саваофа», або «Там, де…» Ульяненко. Ч. 1. Київ: Видавничий дім Дмитра Бураго, 2020. 396 с.
25. Shteinbuk Feliks. Transgressive Character of the Femme Fatale Image in Oles Ulianenko’s Novel “Seraphim”. Respectus Philologicus 2022, № 41 (46): 107–119.
26. Штейнбук Ф. Під «Знаком Саваофа», або «Там, де…» Ульяненко. Ч. 2. Київ: Видавничий дім Дмитра Бураго, 2022. 392 с.
27. Губінські О., Штейнбук Ф. На Захід від війни на Сході: збірка критичних есеїв-мініатюр. Київ: Видавничий дім Дмитра Бураго, 2023. 104 с.

## Нагороди
- На сайті кафедри теорії та історії світової літератури імені професора В. І. Фесенко[3] вказано нагороди Ф. М. Штейнбука:
- Знак «Відмінник освіти України» (1999, 2001 рр.).
- ІІІ місце у Міжнародному конкурсі вчителів в Артеці (2000 р.).
- І місце у Республіканському етапі Всеукраїнського конкурсу «Учитель року» в номінації «Зарубіжна література» (2001 р.).
- Почесна Грамота Президії Верховної Ради АР Крим (2004 р.).
- Знак «За наукові досягнення» (2009 р.).
- Заслужений працівник освіти Автономної Республіки Крим (2013 р.).
- Премія у галузі критики імені О. Білецького (2019 р).
- Премія Полтавської обласної ради імені Панаса Мирного у номінації «Література, літературознавство» (2020 р.).
- Літературно-мистецька премія імені Пантелеймона Куліша (2021 р.).

## Родина
Одружений, має сина і онучку.

## Відгуки про Ф.М.Штейнбука
Голова громадської організації «Фонд місцевого розвитку», а також заступник голови луцького осередку громадського об'єднання «Самопоміч» Петро Верзун, відповідаючи на запитання «Мій рейтинг найцікавіших людей у моєму житті», про Ф. М. Штейнбука відгукнувся так:  «1. Мій вчитель літератури в школі Штейнбук Фелікс Маратович. Це людина, яка, в принципі, змусила мене думати...».